# Grundübelhörner
Les Grundübelhörner sont deux sommets dans le massif des Alpes de Berchtesgaden.
Le Große Grundübelhorn culmine à 2 096 mètres d'altitude, le Kleine Grundübelhorn, à seulement 120 m, culmine à 2 084 mètres d'altitude.

## Géographie

### Situation
Les sommets se situent à l'est du Stadelhorn et des Mühlsturzhörner, non loin de la frontière entre l'Allemagne et l'Autriche.

## Alpinisme
Les voies d'escalade les plus connues sont le dièdre sud (niveau de difficulté 6b) et la face sud (difficulté 4, première ascension en 1913 par Feichtner et Langthaler).